# Novaport
Novaport (russisch Новапорт) ist eine russische Investmentholding mit Sitz in Moskau, welche sich mit dem Wiederaufbau, der Entwicklung und Vermarktung regionaler russischer Flughäfen beschäftigt. Das Firmenziel besteht darin, die Zugänglichkeit zu Verkehrsmitteln in Russland durch den Aufbau eines Netzes von regionalen Flughäfen zu erhöhen. Sie ist eine Tochtergesellschaft der internationalen Investmentgesellschaft AEON Corporation, die dem russischen Unternehmer Roman Trozenko gehört.

## Geschichte
Die erste Flughafenbeteiligung des späteren Netzes der Firma war Minderheitsbeteiligung von 38 % am Flughafen Nowosibirsk-Tolmatschowo, die 2004 erworben wurde. Das Kontrollpaket von 51 % hielt zu dieser Zeit der Staat. Ebenfalls noch vor Gründung von Novaport wurde eine Minderheitsbeteiligung von ebenfalls 48 % an der Betreibergesellschaft des Flughafens Barnaul gekauft. Sie ist bis heute die einzige Minderheitsbeteiligung an einem Flughafen im Netz des Unternehmens. Im Gründungsjahr 2007 wird die Betreibergesellschaft des Flughafens Kadala in Tschita vollständig übernommen.
2008 steigt die Firma in gleich drei neue Flughäfen ein: Zusammen mit der Oblast Tomsk gründet man eine Betreibergesellschaft für den Flughafen Tomsk, an der man 74,9 % hält, die restlichen Aktien verbleiben im Besitz der Oblast. Die gemeinsame Gesellschaft kauft die alte Flughafengesellschaft sowie einen Großteil des Eigentums bei Tomsk Avia auf. Am Flughafen Tscheljabinsk wurden zunächst 69 % erworben. Dieser Anteil wurde Ende 2014 auf 85 % aufgestockt und im November 2015 auf 100 % erhöht. Ebenfalls 2008 erwirbt Novaport 43 % am Betreiber des südrussischen Flughafens in Astrachan. Diesen Anteil wurde weiter ausgebaut: 2011 erwarb die zyprische Tochtergesellschaft von Novaport TS Trans Siberia Co. Ltd. bei einer Privatisierung 51 % am Flughafen Astrachan, im Januar 2013 wurde dieser Anteil auf 86,1 % erhöht. Seit Dezember 2015 ist Novaport alleiniger Aktionär der Betreibergesellschaft.
Im Jahre 2011 erwarb Novaport bei einer Privatisierung außerdem im März für 2,8 Mrd. Rubel 51 % am Flughafen Nowosibirsk. Dies führte dazu, dass die Anteile von von Novaport kontrollierten Strukturen am Flughafen auf weit über 80 % insgesamt anstiegen. Seit Ende 2015 kontrolliert man 100 %. Ebenfalls 2011 erhielt man bei einer Privatisierung 51 % der Betreibergesellschaft des Flughafens Wolgograd. Heute hält Novaport 61 % (Stand Juni 2017). Im Juni 2011 wurde bekannt, dass Novaport den Flughafen in der georgischen Stadt Sochumi verwalten werde. Die Transaktion fand jedoch nicht statt und Novaport erwarb keinen Anteil an ihm. Im November 2011 gab die Holding bekannt, ihre Flughafenbeteiligungen in ihrer zyprischen Tochtergesellschaft TS Trans Siberia Co. Limited konsolidieren zu wollen. Im Dezember 2014 nahm Novaport bei der Sberbank einen Kredit von 5,5 Mrd. Rubel auf, um alle Aktiva der TS Trans Siberia zu erwerben.
Den Flughafen Roschtschino in Tjumen erwarb man Ende 2014 vollständig. Der Preis blieb unklar. Der Wert des Flughafens wurde damals auf etwa 769 Mio. Rubel geschätzt. Im März 2015 wurde bekannt, dass Novaport über eine Tochtergesellschaft die Ausschreibung für 75 % der Aktien des Betriebsgesellschaft des Permer Flughafens gewann. Das Angebot über 1,5 Mrd. Rubel setzte sich gegen die Konkurrenten von Basel Aero (Basic Element) und Aeroporty Regionow (Renova-Gruppe) durch. Auflage für den endgültigen Erwerb des Anteils am Flughafens ist, dass bis Ende 2017 das neue Terminalgebäude auf dem Flughafen entsteht. Ebenfalls 2015 erwarb man bei einer staatlichen Auktion 50,7 % am Flughafen Murmansk. Bis Ende 2015 einigte man sich mit den Miteigentümern, unter anderem mit Gazprom Neft und wurde zum einzigen großen Aktionär. Im März 2016 kaufte man 90 % am Flughafen Kemerowo, in den man in den nächsten Jahren bis zu einer Milliarde Rubel investieren wolle. Im Juli 2016 kaufte Novaport dem konkurrierenden Investor Aeroinvest die Anteile an den Flughäfen Kaliningrad-Chrabrowo (100 %) und Mineralnyje Wody (60 %). Im September 2017 wurde bekannt, dass Novaport ebenfalls den Flughafen Baikal in Ulan-Ude gekauft hat. Der Kaufpreis soll etwa 350 Mio. Rubel betragen haben. Im Februar 2018 wurde der Flughafen Wladikawkas (Beslan) in das Netz von Novaport aufgenommen.

## Beteiligungen
Novaport ist – teilweise über Tochtergesellschaften – an den Betriebsgesellschaften zahlreicher russischer Flughäfen beteiligt. 
| Tscheljabinsk |

| Wladikawkas |

| 3 |

| 2 |

| Tjumen |

| Kaliningrad-Chrabrowo |

| Perm-Bolschoje Sawino |

| Mineralyje Wody |

| Baikal (Ulan-Ude) |

| Tschita-Kadala |

| Wolgograd |

| 1 |

| 4 |

| Astrachan |

| Murmansk |

| Sochumi |

| Legende: 1 - Tomsk 2 - Nowosibirsk-Tolmatschowo 3 - Kemerowo 4 - Barnaul |